# أوسمة تونس

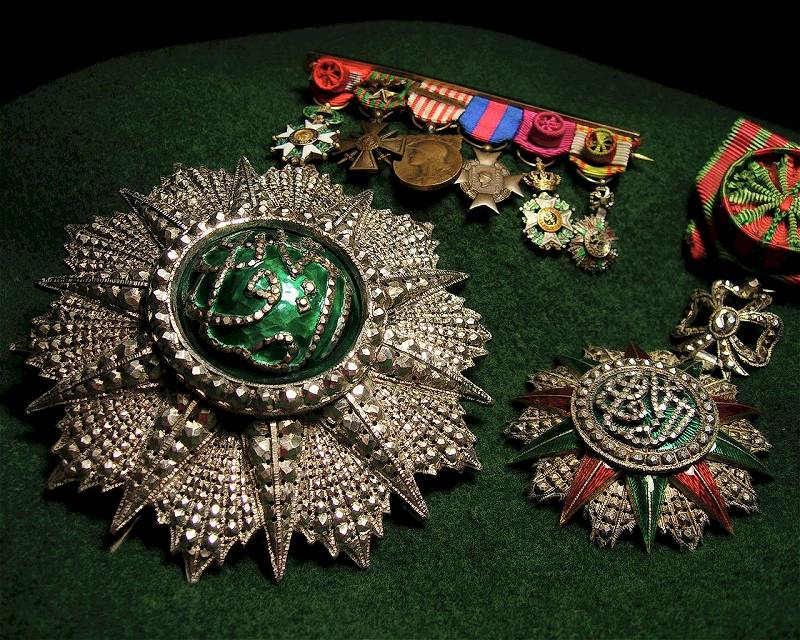
مجموعة من الأوسمة والنياشين التونسية.

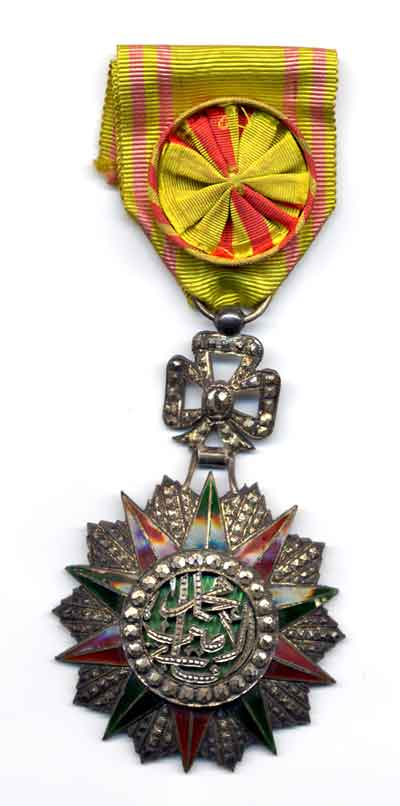
أحد رتب نيشان الإفتخار.

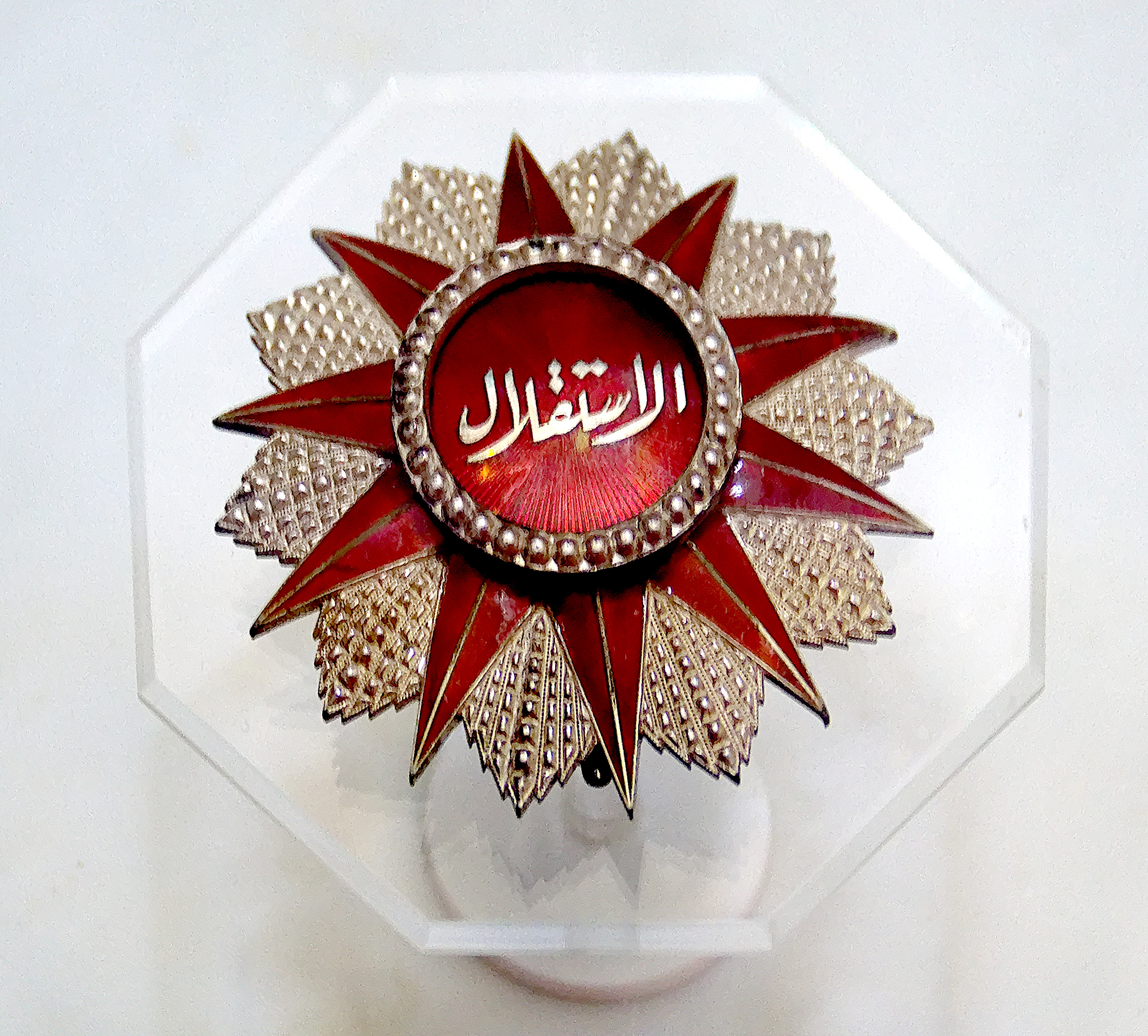
وسام الاستقلال.

أوسمة ونياشين وميداليات تونس هو نظام يتم من خلاله تكريم المواطنين التونسيين وكذلك الأجانب الذين قدموا خدمات خاصة لتونس والذين ساهموا في رفع اسم البلاد في العالم.

تنظم مجال الأوسمة مجلة الأوسمة بمقتضى القانون عدد 80 لسنة 1997 مؤرخ في أول ديسمبر 1997 يتعلق بإصدار مجلة الأوسمة.

## شروط
يمنع قانون مجلة الأوسمة أي تونسي أن يقبل ويحمل وساما أجنبيا أو شارته بدون أن يرخص له وزير الخارجية.

## تاريخ الأوسمة

### في عهد الباي
استعمل بايات تونس الأوسمة والنياشين على الطريقة الأوروبية منذ القرن التاسع عشر.

والنياشين حسب الأهمية والاعتبار هي:
- نيشان البيت الحسيني أو نيشان العائلة أو نيشان الدم (أسس في 1840 من قبل أحمد باي الأول وألغي سنة 1957).
- نيشان العهد المرصع (أسس في 1874 من قبل محمد الصادق باي وألغي في 1957).
- نيشان عهد الأمان (أسس في 1859 من قبل محمد الصادق باي وألغي سنة 1957).
- نيشان الافتخار (أسس في 1836 من قبل مصطفى باي وألغي سنة 1957).

النياشين الأخرى هي:
- نيشان عبد القادر: أسس سنة 1911 وألغي سنة 1957.
- نيشان النذير: أسس سنة 1912 وألغي سنة 1957.
- نيشان التاج التونسي: أسس سنة 1956 وألغي سنة 1957.
- وسام الاستقلال: أسس سنة 1956 من قبل محمد الأمين باي.
- وسام الإستحقاق للتعليم.

عند استقلال تونس عن فرنسا في 20 مارس 1956، ألغى الوزير الأول آنذاك الحبيب بورقيبة الذي أصبح رئيسا بعد ذلك، ألغى الملكية في 20 يوليو 1957 وبذلك تم إلغاء كل الأوسمة ماعدا وسام الاستقلال الذي أضيف له بعد ذلك وسام الجمهورية.

### أوسمة الجمهورية القديمة
النظام الجمهوري وضع الأوسمة التالية:
| - وسام الاستحقاق الرياضي (1957). - وسام الجمهورية، أعلى وسام في البلاد التونسية (1959). - وسام الاستحقاق للثقافة (1966). - وسام الاستحقاق التقليدي (1971). - وسام الاستحقاق للتربية (1979). - وسام الاستحقاق الأكاديمي (1985). | - وسام 7 نوفمبر (1988). - الوسام الوطني للاستحقاق. - وسام الاستحقاق للفلاحة. - وسام المهندسين. - وسام الاستحقاق البحري. |

### الأوسمة المتوقفة والملغاة
- وسام الاستحقاق الحبيب بورقيبة.
- وسام الاستحقاق الثقافي.
- وسام الاستحقاق الأكاديمي.
- وسام 7 نوفمبر، ألغي بعد الثورة التونسية في 2011.

## الأوسمة الحالية

### الأوسمة الوطنية
- القلادة الكبرى للنقيب الأكبر للوسام الخاصة برئيس الجمهورية.
- القلادة المخصصة لرئيس الجمهورية (عند انتهاء مهامه).
- القلائد المخصصة.

تشتمل القلائد السابقة على خمس رتب لكل منها:
- الصنف الأكبر: الرتبة الكبرى.
- الصنف الأول: الرتبة الأولى.
- الصنف الثاني: الرتبة الثانية.
- الصنف الثالث: الرتبة الثالثة.
- الصنف الرابع: الرتبة الرابعة.

رئيس الجمهورية هو النقيب الأكبر للأوسمة الوطنية، وتمنح الأوسمة للتونسيين والأجانب مدى الحياة ويمكن إسنادها بعد الوفاة، وهي ملك لحاملها ولا تورث وكذلك لا يمكن سحبها إلا بحكم من المحاكم.

لا تمنح الأوسمة إلا لمن بلغ 18 سنة، تمنح الأوسمة تدريجيا من الصنف الأخير ولا يمكن ترقية صاحب الوسام لرتبة أعلى إلا بعد 5 سنوات من الرتبة السابقة، وهذان الشرطان لا ينطبقان في الصور الاستثنائية.

#### الأوسمة الوطنية العليا
- وسام الاستقلال (1956).
- وسام الجمهورية (1959).

#### الوسام الوطني للاستحقاق
هو وسام وطني يمنح أساسا للمواطنين من قبل الوزراء لهم لمجازاة المتميزين في عدة مجالات.

### وسام الشغل
رئيس الجمهورية هو النقيب الأكبر لوسام الشغل. يمنح الوسام للعملة لمكافئتهم على أعمالهم في كل المجالات بأنواعها. يمكن منحه للأجانب العاملين بتونس ويكونون تابعين لدولة تعامل التونسيين بالمثل. والتونسيين العاملين بالخارج لهم الحق في الوسام بشرط أن يعملوا عند مؤجر تونسي. يمكن منح هذا الوسام بعد الوفاة.
يتكون الوسام من خمس درجات:
- الدرجة الإستثنائية: وسام الذهبي، يسند بدون شرط.
- الدرجة الكبرى: وسام ذهبي، يسند بعد 30 سنة من العمل الفعلي.
- الدرجة الأولى: وسام فضي مذهب، يسند بعد 25 سنة من العمل الفعلي.
- الدرجة الثانية: وسام فضي، يسند بعد قضاء 20 سنة من العمل الفعلي.
- الدرجة الثالثة: وسام برونزي، يسند بعد 15 سنة من العمل الفعلي.

### الأوسمة الخصوصية
- الوسام العسكري.
- وسام الشرف لقوات الأمن الداخلي.
- وسام الشرف للديوانة.

## الميداليات
- 1864: ميدالية الافتخار، مستديرة الشكل، أحدثها محمد الصادق باي تذكارا لثورة علي بن غذاهم.
- 1867: ميدالية الافتخار، بيضوية الشكل، تذكارا لواقعة الأمير العادل باي، ولي العهد وأخ الصادق باي، الذي انشق عن العائلة الحسينية.
- 1882: ميدالية الافتخار، على درجتين ذهبا وفضة، يعتقد المؤرخ هنري هوغون أنها تذكار لنهاية الهرج الذي أحدثه الثائر علي بن عمار عند انتصاب الحماية الفرنسية في 1881، فيما يعتقد المؤرخ محمد بن الخوجة أن الميدالية هي سوى تذكار لجلوسه على العرش.
- 1893: ميدالية فتح مرسى تونس لسير السفن.
- ميدالية تذكارية ضربها محمد الهادي باي كتذكار لصعوده على كرسي العرش.
- 1922: ميدالية مرصعة بالياقوت الأحمر، ضربها محمد الحبيب باي، وأعطاها لبعض أميرات البيت الحسيني، وكذلك لللاَّ سيمة بن جعفر زوجة الوزير الأكبر مصطفى الدنقزلي.
- 1936: ميدالية أحدثتها سلطات الحماية الفرنسية لفائدة أعوان القوة العامة (البوليس والسجون وأمثالهم).

## روابط خارجية
- (بالإنجليزية) أوسمة وميداليات تونس.
- القانون المتعلق بإصدار مجلة الأوسمة، بوابة-التشريع.تونس.